# Opuntia elata
Opuntia elata ist eine Pflanzenart in der Gattung der Opuntien (Opuntia) aus der Familie der Kakteengewächse (Cactaceae). Das Artepitheton elata stammt aus dem Lateinischen, bedeutet ‚groß‘ und verweist auf die großen Triebe der Art.

## Beschreibung
Opuntia elata wächst strauchig mit mehr oder weniger aufrechten Zweigen und erreicht Wuchshöhen von 1 bis 2 Meter. Die tiefgrünen, länglichen bis verkehrt eiförmigen Triebabschnitte sind 5 bis 25 Zentimeter lang, bis zu 15 Zentimeter breit und bis zu 1,5 Zentimeter dick. Die kleinen Blattrudimente sind rasch hinfällig. Die großen weißen Areolen stehen weit voneinander entfernt. Die spät erscheinenden Glochiden sind ausdauernd. Die ein bis drei, häufig fehlenden, geraden, steifen, weißlichen bis grauen Dornen sind häufig nur an älteren Triebabschnitten vorhanden. Sie sind 3 bis 5 Zentimeter lang.
Die orangefarbenen Blüten weisen einen Durchmesser von bis zu 5 Zentimeter auf. Die keulenförmigen Früchte sind mehr oder weniger purpurrot und bis zu 6 Zentimeter lang.
Die Chromosomenzahl beträgt 2n = 22.

## Verbreitung, Systematik und Gefährdung
Opuntia elata ist in Uruguay, in Paraguay, im Nordosten Argentiniens sowie möglicherweise im Süden Brasiliens und im Südosten Boliviens in Tieflagen bis 500 Meter verbreitet.
Die Erstbeschreibung erfolgte 1834 durch Joseph zu Salm-Reifferscheidt-Dyck.
Es werden folgende Varietäten unterschieden:
- Opuntia elata var. elata
- Opuntia elata var. cardiosperma (K.Schum.) R.Kiesling

In der Roten Liste gefährdeter Arten der IUCN wird die Art als „Least Concern (LC)“, d. h. als nicht gefährdet geführt. Die Entwicklung der Populationen wird als stabil angesehen.

## Nachweise